# Gil do Vigor
Gilberto José Nogueira Junior (Jaboatão dos Guararapes, 14 de julho de 1991), mais conhecido como Gil do Vigor, é um economista, professor, empresário, escritor e influenciador digital brasileiro. Ganhou notoriedade ao participar da vigésima primeira edição do reality show Big Brother Brasil, da qual foi o décimo sexto e último eliminado.

## Biografia e carreira

### 1999–2020: Universidade e economia
Formou-se em economia pela Universidade Federal de Pernambuco (UFPE), na qual pesquisou o perfil de renda dos municípios pernambucanos entre 1999 e 2012. Durante o Mestrado e o Doutorado, na mesma instituição, pesquisou modelagem da repressão no mercado de drogas e seus efeitos na sociedade. Em setembro de 2021, iniciou seu PhD em economia na Universidade da Califórnia em Davis, após também ter sido aprovado na Universidade do Texas.

### 2021–presente:Big Brother Brasile ascensão
Em 2021, participou da vigésima primeira edição do reality show Big Brother Brasil, sendo o último eliminado, com 50,87% dos votos ao enfrentar as participantes Camilla de Lucas e Juliette Freire, ficando em 4.° lugar.
No dia 8 de maio de 2021, foi condecorado pela prefeitura de Paulista, Pernambuco, com a Comenda do Padre João Ribeiro Pessoa de Melo Montenegro, além do título de cidadão paulistense.
Já no dia 10 de maio, Gil foi homenageado pelo governo de Pernambuco por usar a sua fama no Big Brother Brasil para propagar e defender a educação pública e de qualidade social, recebendo uma placa de homenagem com a escrita: "Reconhecimento pela defesa da educação pública de qualidade social, sempre mostrando, inclusive pelo seu próprio exemplo, que esta é a saída para um futuro mais justo, humano, igualitário e fraterno para todos", sendo concedida pelo governador do estado no Palácio do Campo das Princesas.

#### Livro autobiográfico e TV Globo

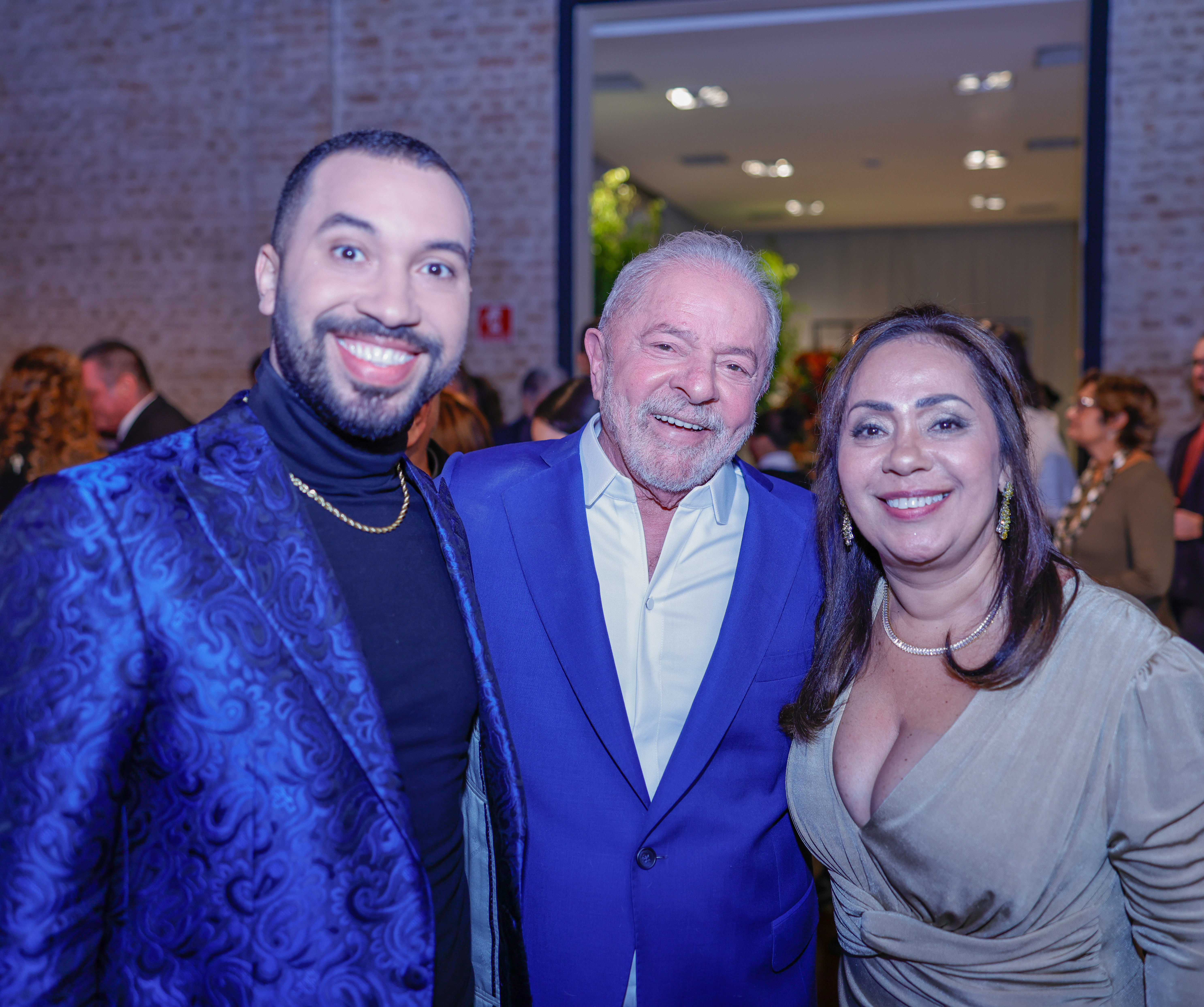
Gil do Vigor em 2022, no casamento de Janja e Lula

Declarou em entrevista que, após realizar seus estudos nos Estados Unidos, seu maior sonho é ser presidente do Banco Central do Brasil; a autarquia respondeu em rede social que "ficaremos alegres em contar com o seu vigor em nossa equipe". Em 14 de maio, Gil anunciou o planejamento de escrever um livro contando curiosidades da sua biografia, intitulado Ato de Resistência.
No dia 11 de junho, Gil estreou seu livro autobiográfico, que conta sua história e cita sua participação no Big Brother Brasil, renomeado para Tem Que Vigorar! - Como Me Aceitei, Venci na Vida e Realizei Meus Sonhos.
Contratado pela TV Globo, o influenciador ganhou espaço no programa matinal de Ana Maria Braga, Mais Você, com o quadro Tá Lascado, para tirar dúvidas do público em relação a assuntos que afetam o cenário econômico do Brasil.

## Filmografia

### Televisão
| Ano           | Título                    | Função                  | Notas                           | Emissora  | Ref.          |
| ------------- | ------------------------- | ----------------------- | ------------------------------- | --------- | ------------- |
| 2021          | Big Brother Brasil        | Participante (4º lugar) | Temporada 21                    | TV Globo  | [ 28 ] [ 29 ] |
| 2021–presente | Mais Você                 | Repórter                | Quadro: "Tá Lascado"            | TV Globo  | [ 30 ]        |
| 2021          | Você Nunca Esteve Sozinha | Ele mesmo               | Episódio: "Nasce uma Estrela"   | Globoplay | [ 31 ]        |
| 2021          | Vai que Cola              | Ele mesmo               | Episódio: "O Vigor da Economia" | Multishow | [ 32 ]        |
| 2021          | Gil na Califórnia         | Ele mesmo               |                                 | Globoplay | [ 33 ]        |
| 2022          | Dança dos Famosos         | Participante (7º lugar) | Temporada 19                    | TV Globo  | [ 34 ]        |
| 2023          | Batalha do Lip Sync       | Participante (2º lugar) | Temporada 2                     | TV Globo  |               |
| 2025          | BBB: O Documentário       | Entrevistado            |                                 | TV Globo  | [ 35 ]        |
| 2025          | Vale Tudo                 | Ele Mesmo               | Episódio: "18 de abril"         | TV Globo  |               |

### Internet
| Ano  | Título                         | Função    | Notas                            | Ref.   |
| ---- | ------------------------------ | --------- | -------------------------------- | ------ |
| 2021 | Difícil de Focar Descancelados | Ele mesmo | Convidado em programa no YouTube | [ 36 ] |
| 2021 | Papo de Segunda                | Ele mesmo | Convidado em programa no YouTube | [ 37 ] |
| 2021 | Triangulando                   | Ele mesmo | Convidado em programa no YouTube | [ 38 ] |

### Videoclipe
| Ano  | Título     | Artista | Ref.   |
| ---- | ---------- | ------- | ------ |
| 2021 | "Big Bang" | Fiuk    | [ 39 ] |

## Prêmios e indicações
| Ano  | Prêmio                             | Categoria                                               | Indicação              | Resultado |
| ---- | ---------------------------------- | ------------------------------------------------------- | ---------------------- | --------- |
| 2021 | Prêmio Rede BBB[carece de fontes?] | Melhor Fanfic                                           | Gil do Vigor           | Venceu    |
| 2021 | Prêmio Rede BBB[carece de fontes?] | Meu B.O Favorito                                        | Gil e Pocah            | Venceu    |
| 2021 | Prêmio Rede BBB[carece de fontes?] | Melhor Feat                                             | Gil e Sarah            | Venceu    |
| 2021 | Prêmio iBest                       | Influenciador do Ano - Pernambuco (voto popular)        | Gil do Vigor           | Venceu    |
| 2021 | Prêmio iBest                       | Influenciador do Ano - Pernambuco (voto academia iBest) | Gil do Vigor           | Venceu    |
| 2021 | Prêmio iBest                       | Personalidade Revelação (voto popular)                  | Gil do Vigor           | Venceu    |
| 2021 | Prêmio iBest                       | Personalidade Revelação (voto academia iBest)           | Gil do Vigor           | Venceu    |
| 2021 | Prêmio Jovem Brasileiro            | Revelação Digital                                       | Gil do Vigor           | Indicado  |
| 2021 | Prêmio Jovem Brasileiro            | Rei do Instagram                                        | Gil do Vigor           | Indicado  |
| 2021 | Prêmio Jovem Brasileiro            | Jovem do ano                                            | Gil do Vigor           | Venceu    |
| 2021 | Prêmio Jovem Brasileiro            | Melhor Participante Reality                             | Big Brother Brasil 21  | Indicado  |
| 2021 | Meus Prêmios Nick                  | Fandom do Ano                                           | Vigorentos             | Indicado  |
| 2021 | MTV Millennial Awards              | Realeza do Reality                                      | Big Brother Brasil 21  | Indicado  |
| 2021 | MTV Millennial Awards              | Meme pra Vida                                           | "O Brasil tá lascado"  | Indicado  |
| 2021 | MTV Millennial Awards              | Orgulho do Vale                                         | Gil do Vigor           | Indicado  |
| 2021 | Melhores do Ano - RD1              | Revelação                                               | Gil do Vigor           | Indicado  |
| 2021 | Prêmio F5                          | Melhor Influenciador                                    | Gil do Vigor           | Indicado  |
| 2021 | Melhores do Ano NaTelinha          | Revelação do Ano                                        | Gil do Vigor           | Indicado  |
| 2021 | Prêmio Mundo Negro                 | Melhor Inspiração                                       | Gil do Vigor           | Indicado  |
| 2021 | Prêmio Glow                        | Personalidade LGBTQIA+ do Ano                           | Gil do Vigor           | Indicado  |
| 2021 | Prêmio Potências!                  | Brabo do Ano                                            | Gil do Vigor           | Venceu    |
| 2021 | Prêmio Potências!                  | Nívea Personalidade do Ano                              | Gil do Vigor           | Indicado  |
| 2021 | Prêmio Contigo!                    | Melhor Influenciador                                    | Gil do Vigor           | Indicado  |
| 2021 | Prêmio Men of the Year Brasil      | Homem do Ano: Influenciador Digital                     | Gil do Vigor           | Venceu    |
| 2021 | People's Choice Awards             | Influenciador do Ano Brasil                             | Gil do Vigor           | Indicado  |
| 2021 | Prêmio Área VIP                    | Revelação do Ano                                        | Gil do Vigor           | Indicado  |
| 2021 | Prêmio Área VIP                    | Melhor Participante de Reality                          | Big Brother Brasil 21  | Indicado  |
| 2021 | Prêmio Arcanjo de Cultura          | TV Streaming                                            | Big Brother Brasil 21  | Indicado  |
| 2021 | Poc Awards                         | Ícone do Ano (voto popular)                             | Big Brother Brasil 21  | Venceu    |
| 2021 | Splash Awards                      | Melhor Participante de Reality                          | Big Brother Brasil 21  | Indicado  |
| 2021 | Splash Awards                      | Melhor Bordão de Reality                                | "Brasiiiiil"           | Indicado  |
| 2021 | Prêmio Notícias da TV              | Revelação da TV                                         | Colunista no Mais Você | Indicado  |
| 2021 | Prêmio TodaTeen                    | Potência LGBTQIA+                                       | Gil do Vigor           | Indicado  |
| 2021 | Troféu Internet                    | Revelação                                               | Gil do Vigor           | Pendente  |
| 2022 | SEC Awards                         | Influencer do Ano                                       | Gil do Vigor           | Pendente  |
| 2022 | Prêmio iBest                       | Influenciador Pernambuco                                | Gil do Vigor           | Pendente  |